# Paul Gravett

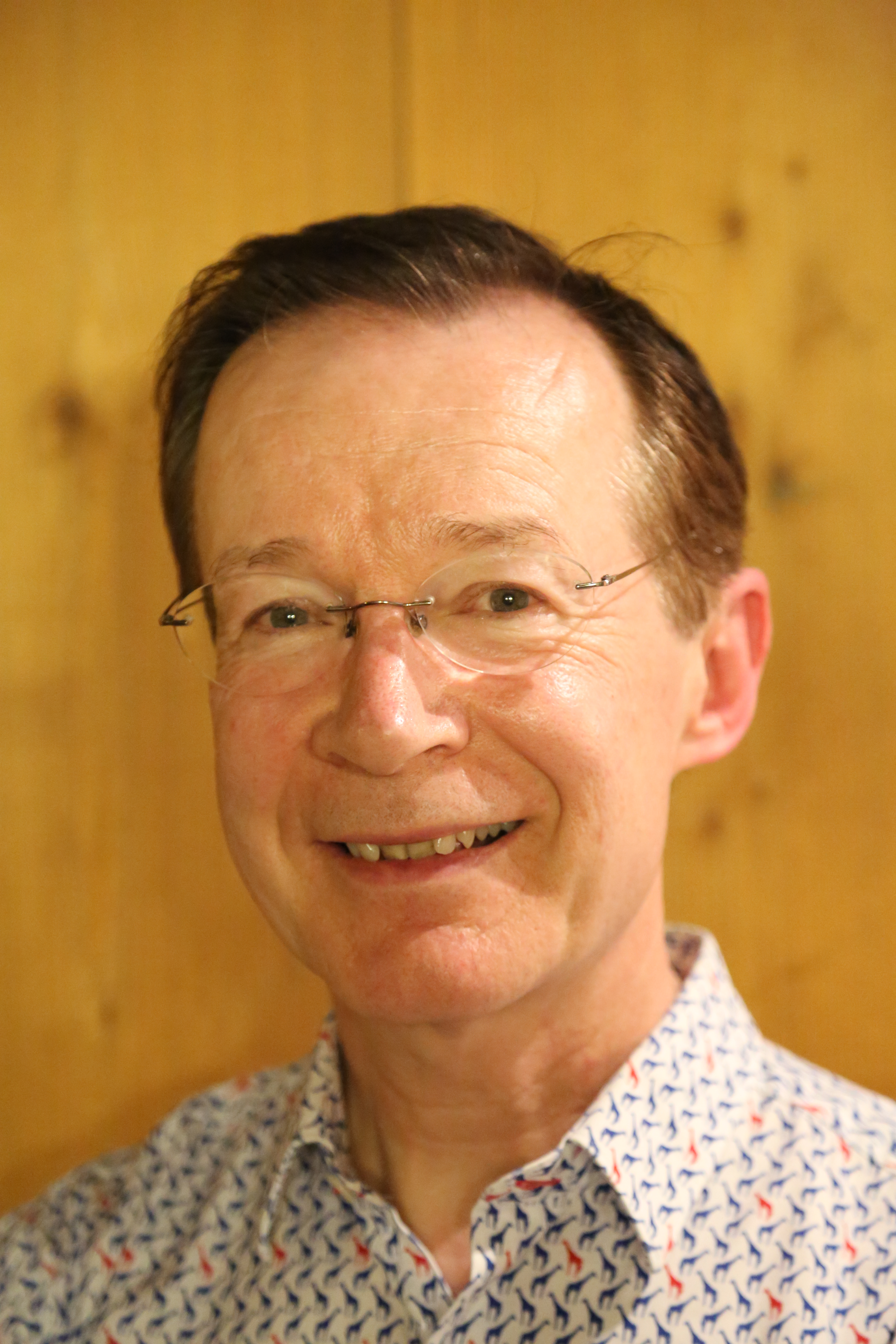
Paul Gravett 2017

Paul Gravett ist ein britischer Journalist, Autor und Kurator, der seit 1981 im Comic-Journalismus arbeitet.
Seit Anfang der 1980er Jahre ist Paul Gravett als Journalist zu Comics tätig und schrieb unter anderem für The Guardian, Blueprint, The Comics Journal, Comics International und Dazed & Confused. Er war Herausgeber der Comic-Magazine Pssst! und Escape. Außerdem kuratiert er Ausstellungen über Comics und schrieb einige Fachbücher oder wirkte an diesen als Herausgeber mit. Zu den bedeutendsten Ausstellungen zählten eine Ausstellung über die Geschichte des englischen Comics beim Festival International de la Bande Dessinée d’Angoulême und die jährliche Comicausstellung beim Institute of Contemporary Arts. 1992 wurde er Vorsitzender des Cartoon Art Trust.

## Bibliografie
- Manga – 60 Jahre japanische Comics. Harper Design, 2004. Dt. Egmont Manga & Anime, 2006.
- Graphic Novels: Stories to Change Your Life. Aurum Press, 2005.
- Great British Comics (mit Peter Stanbury) Aurum Press, 2006.
- The Leather Nun and Other Incredibly Strange Comics. (mit Peter Stanbury) Aurum Press, 2008.
- Holy Sh*t! The World’s Weirdest Comic Books. (mit Peter Stanbury) St Martin’s Press, 2009.
- 1001 Comics die Sie lesen sollten, bevor das Leben vorbei ist. (Hrsg.) Universe Publishing, 2011. Dt. Ed. Olms, 2012.
- Comics Art. Tate Publishing, 2013.
- Comics Unmasked. (mit John Harris Dunning) The British Library, 2014.